# Kota Sidikalang
Kota Sidikalang is een bestuurslaag in het regentschap Dairi van de provincie Noord-Sumatra, Indonesië. Kota Sidikalang telt 10.472 inwoners (volkstelling 2010).